# Calle Crisóstomo Álvarez (Tucumán)
La Calle Crisóstomo Álvarez es una calle de San Miguel de Tucumán, Tucumán, Argentina. Se extiende desde la avenida Sáenz Peña en el El Bajo hasta la avenida Alfredo Guzmán, en el límite con Yerba Buena.

## Historia
La calle fue creada originalmente con el trazado colonial original de la ciudad en 1685, extendiéndose a su actual extensión con el ensanche de la traza urbana en 1887. Durante el siglo XX se asentaron diversos comercios, residencias e instituciones como el Teatro Alberdi, el ya extinto Hogar del Empleado, la sede del Automóvil Club Argentino en Tucumán, entre otras. Asimismo, por esta artería circularon diversas líneas de tranvías y las líneas 101 y 102 de trolebuses.
En 1988 se cambió el sentido de la calle, junto a otras arterias del centro tucumano. Así el sentido pasó de este-oeste a oeste-este. Este cambio fue revertido en 2024 con el objetivo de descomprimir el tránsito vehicular en el centro junto a la calle San Lorenzo, estando vigente desde el 20 de agosto del mismo año. El cambio de circulación se da sólo entre Ernesto Padilla y avenida Sáenz Peña. A partir de esta medida, las líneas de colectivo dejaron de circular por la calle y se prohibió el estacionamiento de vehículos. Esto generó quejas entre vecinos y comerciantes de la zona.

## Sitios de interés
A lo largo de esta calle se desarrollan varios lugares de interés y emblemáticos:
- Escuela Obispo José Agustín Molina
- Plaza de los Congresales
- Hotel Francia
- Hotel Versalles
- Hotel Premier
- Instituto Privado Tucumán
- Colegio de Graduados en Ciencias Económicas de Tucumán
- Sede ACA Tucumán
- Teatro Alberdi
- Plaza Esperanza
- Parque Guillermina